# Siraitia
Siraitia (лат.) — род травянистых многолетних растений семейства Тыквенные (Cucurbitaceae).
Двудомные лианы с угловато-бороздчатыми стеблями. Листовые пластинки с редко зубчатыми краями, опушённые. Плод округлый или цилиндрический. Семена овальные или яйцевидные.
Количество хромосом: 2n = 28
Известно от 3 до 5 видов, произрастающих в Юго-Восточной Азии, на территории Китая, Индии (Сикким), Индонезии, Малайзии, Таиланда и Вьетнама. Один из видов, встречающийся в Китае, считается эндемиком.
Ради плодов в азиатском регионе культивируют вид Siraitia grosvenorii.